# Inocenc Pachmann
Inocenc Pachmann (?–1750), jehož jméno je jindy čteno jako Pauermann, byl františkán působící v českých zemích a české františkánské provincii sv. Václava. V roce 1720 se zřejmě připravoval na kněžské působení studiem teologie a v oblasti morální teologie si pořídil výpisky z různých autorů. Tyto zápisky si bratr Inocenc ponechal k vlastnímu užívání až do smrti. Zemřel v Kadani, 5. července 1750.